# Liste des conseillers aux États du canton du Jura
Cette page liste les représentants du canton du Jura au Conseil des États depuis la création du canton en 1979.

## Abréviations des partis
- PDC: Parti démocrate-chrétien.
- PRD: Parti radical-démocratique.
- PSS: Parti socialiste suisse.

## Liste
| Nom                         | Parti | Mandat    | Naissance | Mort |
| --------------------------- | ----- | --------- | --------- | ---- |
| Madeleine Amgwerd           | PDC   | 2003–2007 | 1946      |      |
| Élisabeth Baume-Schneider   | PSS   | 2019–2022 | 1963      |      |
| Gaston Brahier              | PRD   | 1983–1986 | 1927      | 2014 |
| Nicolas Carnat              | PRD   | 1995      | 1934      |      |
| Pierre Gassmann             | PSS   | 1979–1983 | 1932      | 2011 |
| Michel Flückiger            | PRD   | 1986–1994 | 1940      |      |
| Pierre-Alain Gentil         | PSS   | 1995–2007 | 1952      | 2008 |
| Claude Hêche                | PSS   | 2007–2019 | 1952      |      |
| Charles Juillard            | PDC   | 2019–     | 1962      |      |
| Pierre Paupe                | PDC   | 1995–2003 | 1937      | 2016 |
| Marie-Madeleine Prongué     | PDC   | 1995      | 1939      | 2019 |
| Jean-François Roth          | PDC   | 1987–1994 | 1952      |      |
| Roger Schaffter             | PDC   | 1979–1987 | 1917      | 1998 |
| Anne Seydoux-Christe        | PDC   | 2007–2019 | 1958      |      |
| Mathilde Crevoisier Crelier | PSS   | 2022–     | 1980      |      |